# 可算鎖条件
半順序集合Pが可算鎖条件(countable chain condition、c.c.c.と略す)を満たすとは、Pのいかなる反鎖も高々可算であることをいう。
位相空間Xが可算鎖条件を満たすとは、Xの開集合族に包含関係で半順序構造を入れたときに、それが可算鎖条件を満たすことをいう。すなわち、Xの互いに交わらない開集合からなる集合族が高々可算であることと言い換えることができる。

## 性質
任意の可分空間は可算鎖条件を満たす。実際、もし可算稠密部分集合Dをもつ位相空間が、非可算個の互いに交わらない開集合の族を持つとすると、それら開集合の中から互いに相異なるDの元を取ってくることができるので、Dが可算であることに矛盾する。
特に、実数Rに通常の位相を入れたものは可算鎖条件を満たす。可算鎖条件を含むいくつかの条件が実数R を特徴付けるかと言う問題は、ススリンの問題として知られる。
また、可算鎖条件を満たす距離空間は可分である。しかしながら、一般の位相空間においては可算鎖条件を満たす非可分な空間も存在する。例えば、
{\displaystyle \{0,1\}^{2^{2^{\aleph _{0}}\ }}}
に直積位相を入れたものがその例である。

## 利用
強制法において可算鎖条件を満たす半順序が用いられる。
なぜなら、そのような半順序上の強制では基数と共終数が保存されるためである。
より一般に、任意の基数κに対するκ-鎖条件(κ-chain condition)を考えることができる。
すなわち、半順序Pのいかなる反鎖もκ未満の濃度を持つとき、Pはκ-鎖条件を満たすという。
この条件も強制法において用いられることがある。